# Russische inval van Oekraïne in 2014
De Russische inval van Oekraïne is een aanvalsoorlog die begon op 20 februari 2014, toen Rusland buurland Oekraïne binnenviel vanuit de Krim.
De belangrijkste aanleidingen waren de maandenlange pro-westerse Euromaidan-protesten tegen het plotselinge besluit van de toenmalige Oekraïense president Viktor Janoekovytsj om de associatieovereenkomst met de Europese Unie (EU) niet te ondertekenen en de daaropvolgende Revolutie van de Waardigheid in Kiev, die in februari 2014 resulteerde in de afzetting van  president Janoekovytsj. De nieuwe interim-regering zocht toenadering tot de EU.

## Russische inval van de Krim
Op 20 februari 2014 begon Rusland met de annexatie van de Krim. Op 22 en 23 februari trokken Russische troepen via Novorossiejsk de Krim binnen. Op 27 februari rukten Russische troepen zonder insignes op naar het Krim-schiereiland. Ze namen strategische posities in en veroverden het Krim-parlement en hesen een Russische vlag. Veiligheidscontroleposten isoleerden het Krim-schiereiland van de rest van Oekraïne en beperkten het verkeer binnen het grondgebied.
In de daaropvolgende dagen bezetten Russische soldaten belangrijke luchthavens en een communicatiecentrum. Russische cyberaanvallen sloten websites die verband houden met de Oekraïense regering, nieuwsmedia en sociale media. Cyberaanvallen maakten ook Russische toegang tot de mobiele telefoons van Oekraïense parlementsleden mogelijk, waardoor de communicatie verder werd verstoord.
Op 1 maart keurde de Russische wetgever het gebruik van strijdkrachten goed, wat leidde tot een toestroom van Russische troepen en militair materieel op het schiereiland. In de volgende dagen werden alle resterende Oekraïense militaire bases en installaties omsingeld en belegerd, inclusief de zuidelijke marinebasis. Nadat Rusland het schiereiland op 18 maart formeel had geannexeerd, bestormden Russische troepen Oekraïense militaire bases en schepen. Op 24 maart beval Oekraïne troepen zich terug te trekken; op 30 maart hadden alle Oekraïense troepen het schiereiland verlaten.
Op 15 april verklaarde het Oekraïense parlement de Krim tot tijdelijk door Rusland bezet gebied. Na de annexatie heeft de Russische regering haar militaire aanwezigheid in de regio vergroot en nucleaire dreigingen geuit. Poetin zei dat er op de Krim een Russische militaire taskforce zou worden opgericht. In november verklaarde de NAVO dat zij geloofde dat Rusland kernwapens zou inzetten op de Krim.

## Oorlog in Oost-Oekraïne
Eind maart bleef Rusland troepen verzamelen in de buurt van de Oekraïense oostgrens en bereikte in april 30-40.000 troepen. De inzet werd gebruikt om te dreigen met escalatie en de reactie van Oekraïne te verstoren. Deze dreiging dwong Oekraïne zijn troepen naar zijn grenzen te leiden in plaats van naar het conflictgebied.
De Oekraïense autoriteiten sloegen de pro-Russische protesten neer en arresteerden begin maart lokale separatistische leiders. Die leiders werden vervangen door mensen met banden met de Russische veiligheidsdiensten en belangen in Russische bedrijven. In april 2014 hadden Russische burgers de controle over de afscheidingsbeweging overgenomen, ondersteund door vrijwilligers en materieel uit Rusland, waaronder Tsjetsjenen en Kozakken. Volgens de commandant van de Volksrepubliek Donetsk, Igor Girkin, zou de beweging zonder deze steun in april zijn verdwenen, net als in Charkov en Odessa.
Een omstreden referendum over de status van Oblast Donetsk werd gehouden op 11 mei. De referenda over de Donbas-status in mei 2014 werden niet officieel erkend door de Oekraïense regering of enige VN-lidstaat.
In april begon in Oost-Oekraïne een gewapend conflict tussen door Rusland gesteunde separatistische troepen en Oekraïne. De separatisten riepen de Volksrepublieken Donetsk en Loehansk uit. Vanaf 6 april bezetten militanten overheidsgebouwen in veel steden en namen ze de controle over grensovergangen naar Rusland, transportknooppunten, een omroepcentrum en andere strategische infrastructuur. Geconfronteerd met de voortdurende uitbreiding van de separatistische territoriale controle, lanceerde de interim-Oekraïense regering op 15 april een "Anti-Terrorist Operation" (ATO), maar de Oekraïense troepen waren slecht voorbereid en slecht gepositioneerd en de operatie liep snel vast.
Eind april maakte Oekraïne bekend dat het de controle over de provincies Donetsk en Loehansk had verloren. Het beweerde "volledig gevechtsalarm" te zijn tegen een mogelijke Russische invasie en herstelde de dienstplicht voor zijn strijdkrachten. In mei was de Oekraïense campagne gericht op het in bedwang houden van de separatisten door sleutelposities rond de ATO-zone te bemachtigen om het leger te positioneren voor een beslissend offensief zodra de nationale mobilisatie van Oekraïne was voltooid.
Na een reeks militaire nederlagen en tegenslagen voor de separatisten, die zich verenigden onder de vlag van "Novorossiya", stuurde Rusland medio augustus 2014 een zogenaamd "humanitair konvooi" van vrachtwagens over de grens. Oekraïne noemde de verhuizing een "directe invasie". De Nationale Veiligheids- en Defensieraad van Oekraïne meldde dat er in november bijna dagelijks konvooien arriveerden (tot 9 konvooien op 30 november) en dat de inhoud voornamelijk uit wapens en munitie bestond. Strelkov beweerde dat begin augustus Russische militairen, zogenaamd op "vakantie" van het leger, in Donbas begonnen aan te komen.
In augustus 2014, de Oekraïense "Anti-Terrorist Operation" kromp het gebied onder pro-Russische controle, en naderde de grens. Igor Girkin drong aan op Russische militaire interventie en zei dat de onervarenheid van zijn ongeregelde strijdkrachten, samen met rekruteringsmoeilijkheden onder de lokale bevolking, de tegenslagen hadden veroorzaakt. Hij verklaarde:

Het verliezen van deze oorlog op het grondgebied dat president Vladimir Poetin persoonlijk Nieuw-Rusland noemde, zou een bedreiging vormen voor de macht van het Kremlin en, persoonlijk, de macht van de president

Als reactie op de verslechterende situatie liet Rusland zijn hybride aanpak varen en begon op 25 augustus 2014. De volgende dag zei het Russische ministerie van Defensie dat deze soldaten "per ongeluk" de grens waren overgestoken. Volgens schattingen van Nikolai Mitrochin vochten medio augustus 2014 tijdens de Slag om Ilovaisk tussen de 20.000 en 25.000 troepen in de Donbas aan de separatistische kant, en slechts 40-45% waren "lokale bevolking".
Op 24 augustus 2014 bezetten Russische parachutisten Amvrosiivka, ondersteund door 250 gepantserde voertuigen en artilleriestukken. Op dezelfde dag verwees de Oekraïense president Petro Porosjenko naar de operatie als Oekraïnes "Patriottische Oorlog van 2014" en een oorlog tegen agressie van buitenaf. Op 25 augustus werd gemeld dat een colonne Russische militaire voertuigen Oekraïne was overgestoken in de buurt van Novoazovsk aan de zeekust van Azov. Het leek op weg naar het door Oekraïne bezette Marioepol, in een gebied dat al weken geen pro-Russische aanwezigheid had gezien. Russische troepen veroverden Novoazovsk. en Russische soldaten begonnen Oekraïners te deporteren die geen adres in de stad hadden geregistreerd. Pro-Oekraïense anti-oorlogsprotesten vonden plaats in Marioepol. De Veiligheidsraad van de Verenigde Naties riep een spoedvergadering bijeen.
De in Pskov gelegerde 76th Guards Air Assault Division zou in augustus Oekraïens grondgebied zijn binnengedrongen en bij een schermutseling bij Loehansk vielen 80 doden. Het Oekraïense ministerie van Defensie zei dat ze twee van de gepantserde voertuigen van de eenheid in de buurt van Luhansk in beslag hadden genomen en meldde dat ze nog drie tanks en twee gepantserde voertuigen in andere regio's hadden vernietigd. De Russische regering ontkende dat de schermutseling had plaatsgevonden, maar op 18 augustus werd de 76e onderscheiden met de Orde van Soevorov, een van de hoogste onderscheidingen van Rusland, door de Russische minister van defensie Sergej Sjojgoe voor de "succesvolle voltooiing van militaire missies" en "moed en heldhaftigheid".
De voorzitter van het Russische parlement en de Russische staatstelevisie gaven toe dat Russische soldaten Oekraïne waren binnengekomen, maar noemde hen "vrijwilligers". Een verslaggever van Novaya Gazeta, een oppositiekrant in Rusland, verklaarde dat de Russische militaire leiding in de vroege zomer van 2014 soldaten betaalde om hun commissies neer te leggen en te vechten in Oekraïne, en begon toen soldaten naar Oekraïne te sturen. Het Russische parlementslid Lev Sjlosberg van de oppositie legde soortgelijke verklaringen af, hoewel hij zei dat de strijders uit zijn land "gewone Russische troepen" zijn, vermomd als eenheden van de DPR en LPR.
Begin september 2014 berichtten Russische staatstelevisiezenders over de begrafenissen van Russische soldaten die in Oekraïne waren omgekomen, maar beschreven ze als "vrijwilligers" die vechten voor de "Russische wereld". Valentina Matviejenko, een toppolitica van het Verenigd Rusland, prees ook "vrijwilligers" die vechten in "onze broederlijke natie". De Russische staatstelevisie toonde voor het eerst de begrafenis van een soldaat die tijdens gevechten in Oekraïne omkwam.

### Minsk-akkoorden
Op 3 september zei Porosjenko dat hij en Poetin een "permanente wapenstilstand" hadden bereikt. Rusland ontkende dit en ontkende dat ze een partij was bij het conflict en voegde eraan toe dat "ze alleen bespraken hoe het conflict kon worden opgelost". Op 5 september 2014 werd de overeenkomst over een staakt-het-vuren ondertekend door Oekraïne, Rusland en de separatisten over een scheidslijn tussen Oekraïne en de door Rusland gecontroleerde delen van de oblast Donetsk en Loehansk.
Op 7 en 12 november herbevestigden NAVO-functionarissen de Russische aanwezigheid, daarbij verwijzend naar 32 tanks, 16 houwitsers en 30 vrachtwagens met troepen die het land binnenkwamen. De Amerikaanse generaal Philip M. Breedlove zei dat "Russische tanks, Russische artillerie, Russische luchtverdedigingssystemen en Russische gevechtstroepen" waren waargenomen. De NAVO zei dat ze een toename had gezien van Russische tanks, artilleriestukken en ander zwaar militair materieel in Oekraïne en herhaalde haar oproep aan Moskou om zijn troepen terug te trekken. De Chicago Council on Global Affairs verklaarde dat Russische separatisten technische voordelen genoten ten opzichte van het Oekraïense leger sinds de grote instroom van geavanceerde militaire systemen medio 2014: effectieve luchtafweer ("Boek", Manpads) onderdrukten Oekraïense luchtaanvallen, Russische drones zorgden voor inlichtingendiensten en het Russische beveiligde communicatiesysteem verstoorden de Oekraïense communicatie-inlichtingen. De Russische kant gebruikte elektronische oorlogsvoering die Oekraïne niet had. Het Britse Conflict Studies Research Centre besloot ook dat de Russische separatisten technisch in het voordeel waren. Tijdens de bijeenkomst van de VN-Veiligheidsraad van 12 november beschuldigde de vertegenwoordiger van het Verenigd Koninkrijk Rusland van het opzettelijk beperken van de capaciteiten van de OVSE-waarnemingsmissies, waarbij hij erop wees dat de waarnemers slechts twee kilometer grens in de gaten mochten houden en dat drones die werden ingezet om hun capaciteiten uit te breiden, vastliepen of neergeschoten werden.
In januari 2014 vertegenwoordigden Donetsk, Loehansk en Marioepol de drie strijdfronten. Porosjenko beschreef een gevaarlijke escalatie op 21 januari te midden van berichten over meer dan 2.000 extra Russische troepen, 200 tanks en gewapende personeelsdragers die de grens oversteken. Vanwege zijn zorgen heeft hij zijn bezoek aan het World Economic Forum ingekort.
Op 15 februari 2015 werd overeenstemming bereikt over een nieuw pakket maatregelen om het conflict te beëindigen, bekend als 'Minsk II'. Op 18 februari trokken Oekraïense troepen zich terug uit Debaltsevo, in de laatste zeer intensieve slag van de Russisch-Oekraïense Oorlog tot 2022. In september 2015 schatte het Mensenrechtenbureau van de Verenigde Naties dat 8000 slachtoffers het gevolg waren van de oorlog.

## Schadevergoeding
Het Permanent Hof van Arbitrage in Den Haag heeft bepaald dat Rusland aan het Oekraïense staatsbedrijf Naftogaz 5 miljard dollar schadevergoeding moet betalen voor onrechtmatig afgenomen bezit.